# Desafío 2014: Marruecos, las mil y una noches
Desafío 2014: Marruecos, las mil y una noches, fue la undécima temporada del reality show colombiano Desafío, producido y transmitido por Caracol Televisión. Su presentadora es Margarita Rosa de Francisco. Este reality cumple 11 años de transmisión, cuyo eslogan es Marruecos, las mil y una noches. La temporada fue confirmada el 11 de septiembre de 2013 durante la transmisión de la gran final de Desafío 2013: África, el origen.
La premisa del concurso consistió en que compitieron 21 participantes, (7 famosos, 7 exparticipantes y 7 desconocidos), divididos en 3 equipos: Celebridades, Sobrevivientes y Retadores.

## Producción

Marruecos en donde se grabó el programa.

El programa se estrenó en mayo de 2014 por Caracol Televisión. El centro de operaciones del programa está a 14 horas de Bogotá y, como estrategia, Caracol TV no reveló el lugar para mantener el carácter de aislados. Los productores decidieron realizar una nueva edición de sólo 3 equipos como motivo del éxito de la temporada anterior del reality.

## Casting
El día 17 de febrero se dio inicio al casting en línea para seleccionar a los 7 concursantes del equipo de "Retadores" del Desafío 2014. El 19 de marzo de 2014 fue dada a conocer la lista de participantes desconocidos a través de la web del canal Caracol. Posteriormente se dio a conocer el nombre de los demás participantes.

## Cambios en el formato
En ediciones anteriores lo que se conocía como "Playa alta", en esta edición se llamó el Hotel Riad, una construcción de 6 siglos de historia, convertida en hotel boutique de 5 estrellas, que cuenta con las máximas comodidades a las que un ser humano puede acceder; "Playa media" llevó el nombre de La aldea, un lugar en donde los participantes compartirán con un grupo de bereberes, tribu marroquí que mantiene vigentes muchas de las costumbres musulmanas con las que los participantes tendrán que convivir, y Gualu, es el nombre con el que se ha bautizado en esta temporada, a la peor de todas las "Playa baja" que han existido en el reality show. Para la fusión, cambio de playa-fusión a Kasbah Fusión, donde los participantes semifinalistas convivieron la etapa final.

## Equipo del programa
- Presentador: Margarita Rosa de Francisco, quien lidera las competencias que se disputan en el programa.

## Participantes
| Fusión       | Fusión       | Fusión                                                                                     | Fusión | Fusión                                          | Fusión  |
| Participante | Participante | Participante                                                                               | Edad   | Situación actual                                | Estadía |
| ------------ | ------------ | ------------------------------------------------------------------------------------------ | ------ | ----------------------------------------------- | ------- |
|              |              | Wilder Zapata Estudiante de comunicación y jugador de rugby.                               | 22     | Ganador del Desafío 2014                        | 58 días |
|              |              | Manuela Vásquez Piloto de autos profesional.                                               | 29     | Finalista del Desafío 2014                      | 58 días |
|              |              | Mauricio Mejía Actor.                                                                      | 40     | Semifinalista Eliminado en la batalla final     | 56 días |
|              |              | Betsy Tobar Porrista.                                                                      | 22     | 18.ª Eliminada En duelo de habilidad y puntería | 54 días |
|              |              | Carlos Díaz Granados Político y empresario. Participante del Desafío 2007 "Cuchachos".     | 34     | 17.º Eliminado En duelo de fuerza y habilidad   | 53 días |
|              |              | Jorge Iván "Mono" Giraldo Docente de fotografía. Participante del Desafío 2008 "Cachacos". | 32     | 16.º Eliminado En duelo de fuerza y puntería    | 51 días |
|              |              | Óscar "El Loco" Muñoz Albañil. Participante del Desafío 2011 "Paisas".                     | 46     | 15.º Eliminado En duelo de habilidad y cálculo  | 49 días |
|              |              | Rosa Caiafa Cosmetóloga y estudiante. Participante del Desafío 2012 "Costeños".            | 25     | 14.ª Eliminada En duelo de habilidad y puntería | 47 días |
| Etapa 2      |              |                                                                                            |        |                                                 |         |
|              |              | Martha Isabel Bolaños Actriz y modelo.                                                     | 40     | 13.ª Eliminada En duelo de habilidad            | 44 días |
|              |              | David Henao Entrenador personal y modelo.                                                  | 30     | 12.º Eliminado En duelo de habilidad y puntería | 43 días |
|              |              | Daniela Tapia Actriz.                                                                      | 27     | 11.ª Eliminada En duelo de habilidad            | 39 días |
|              |              | Juan Sebastián Caicedo Actor.                                                              | 32     | 10.º Eliminado En duelo de habilidad            | 36 días |
|              |              | Elizabeth Loaiza Junca Modelo y actriz. Participante del Desafío 2013 "Retadores".         | 25     | 9.ª Eliminada En duelo de habilidad             | 33 días |
|              |              | Diana "Nana" Peña Youtuber, entrenadora y financista.                                      | 30     | 8.ª Eliminada En duelo de habilidad             | 30 días |
|              |              | Adrián Lara Modelo. Actor de "Open English".                                               | 26     | 7.º Eliminado En duelo de habilidad y puntería  | 27 días |
|              |              | Carlos "Mancancan" Hernández Conductor.                                                    | 30     | 6.º Eliminado En duelo de habilidad             | 25 días |
| Etapa 1      |              |                                                                                            |        |                                                 |         |
|              |              | Daniella Donado Actriz y modelo. Reina del Carnaval de Barranquilla 2007.                  | 30     | 5.ª Eliminada En duelo de habilidad             | 21 días |
|              |              | Sandra Milena "Sammy" Rojas Modelo. Participante del Desafío 2012 "Cachacos".              | 22     | 4.ª Eliminada En duelo de habilidad             | 18 días |
|              |              | David "Jeringa" García Humorista.                                                          | 45     | 3.er Eliminado En duelo de habilidad            | 15 días |
|              |              | Ronald Villegas Ingeniero químico. Participante del Desafío 2012 "Cachacos".               | 44     | 2.º Eliminado En duelo de resistencia           | 10 días |
|              |              | George Monti Periodista.                                                                   | 23     | 1.er Eliminado En duelo de habilidad            | 5 días  |

- Semana 1 - 5:

     Participante del equipo Sobrevivientes.
     Participante del equipo Celebridades.
     Participante del equipo Retadores.
- Semana 6 - 13:

     Participante del equipo Sobrevivientes.
     Participante del equipo Retadores.
- Semana 14 - Final:

     Participante del equipo Fusión (Competencia individual).

### Participantes en competencias anteriores
| Martha Isabel Bolaños       | La isla de los famosos 2004                               | Semifinalista Eliminada |
| Carlos Díaz Granados        | Desafío 2007: La guerra de las generaciones               | 11.º Lugar              |
| Elizabeth Loaiza            | Desafío 2013: África, el origen                           | 20.° Lugar              |
| Jorge Iván Giraldo          | Desafío 2008: La lucha de las regiones                    | 5.° Lugar               |
| Oscar "El Loco" Muñoz       | Desafío 2011: La lucha de las regiones, la piedra sagrada | 4.° Lugar               |
| Ronald Villegas             | Desafío 2012: El fin del mundo                            | 21.° Lugar              |
| Rosa Caiafa                 | Desafío 2012: El fin del mundo                            | 15.° Lugar              |
| Sandra Milena "Sammy" Rojas | Desafío 2012: El fin del mundo                            | 20.° Lugar              |

## Resultados generales
|           |           | Wilder       | En riesgo | Pierde    | Gana      | Gana      | Pierde    | Pierde    | En riesgo | En riesgo | Gana      | Gana      | Pierde    | Inmune    | Pierde    | Nominado  | Salvado   | Gana      | Gana      | Gana      |
|           |           | Manuela      | Pierde    | Pierde    | Inmune    | Gana      | Pierde    | Nominada  | Nominada  | Pierde    | Gana      | Gana      | Pierde    | Pierde    | Nominada  | Salvada   | Salvada   | Nominada  | Salvada   | Nominada  |
|           |           | Mauricio     | Salvado   | Gana      | Pierde    | En riesgo | Salvado   | Gana      | Gana      | Gana      | Nominado  | En riesgo | Gana      | Gana      | Gana      | Salvado   | Gana      | Salvado   | Nominado  | Salvado   |
|           |           | Betsy        | Pierde    | Pierde    | Gana      | Gana      | En riesgo | Pierde    | Pierde    | Pierde    | Gana      | Gana      | Pierde    | Pierde    | En riesgo | Salvada   | Nominada  | Salvada   | Salvada   | Eliminada |
|           |           | Carlos. D.   | Gana      | En riesgo | Salvado   | Pierde    | Gana      | Gana      | Gana      | Gana      | Inmune    | Pierde    | Gana      | Gana      | Gana      | Inmune    | Salvado   | Salvado   | Eliminado |           |
|           |           | Jorge Iván   | Gana      | Salvado   | Salvado   | Pierde    | Gana      | Gana      | Gana      | Gana      | En riesgo | En riesgo | Gana      | Gana      | Gana      | Gana      | Salvado   | Eliminado |           |           |
|           |           | Loco         | Inmune    | Salvado   | Salvado   | Pierde    | Gana      | Gana      | Gana      | Gana      | Pierde    | Nominado  | Gana      | Gana      | Gana      | Salvado   | Eliminado |           |           |           |
|           |           | Rosa         | Gana      | Salvada   | Salvada   | Pierde    | Gana      | Gana      | Gana      | Gana      | Pierde    | Pierde    | Gana      | Inmune    | Gana      | Eliminada |           |           |           |           |
|           |           | Martha       | Salvada   | Gana      | Pierde    | En riesgo | En riesgo | Gana      | Gana      | Gana      | Gana      | Gana      | En riesgo | Nominada  | Eliminada |           |           |           |           |           |
|           |           | David. H.    | Pierde    | Pierde    | Gana      | Inmune    | Nominado  | Pierde    | En riesgo | Nominado  | Gana      | Gana      | Nominado  | Eliminado |           |           |           |           |           |           |
|           |           | Daniela. T.  | Salvada   | Inmune    | Pierde    | Nominada  | Salvada   | En riesgo | En riesgo | En riesgo | Gana      | Gana      | Eliminada |           |           |           |           |           |           |           |
|           |           | Sebastián    | Salvado   | Gana      | En riesgo | Salvado   | Salvado   | Gana      | Gana      | Gana      | Pierde    | Eliminado |           |           |           |           |           |           |           |           |
|           |           | Elizabeth    | Gana      | Salvada   | Nominada  | En riesgo | Gana      | Gana      | Gana      | Gana      | Eliminada |           |           |           |           |           |           |           |           |           |
|           |           | Nana         | Pierde    | En riesgo | Gana      | Gana      | Inmune    | Pierde    | Pierde    | Eliminada |           |           |           |           |           |           |           |           |           |           |
|           |           | Adrián       | Salvado   | Gana      | Pierde    | Salvado   | Salvado   | En riesgo | Eliminado |           |           |           |           |           |           |           |           |           |           |           |
|           |           | Carlos. H.   | En riesgo | Nominado  | Gana      | Gana      | Pierde    | Eliminado |           |           |           |           |           |           |           |           |           |           |           |           |
|           |           | Daniella. D. | En riesgo | Gana      | Pierde    | Salvada   | Eliminada |           |           |           |           |           |           |           |           |           |           |           |           |           |
| Sammy     | Gana      | Salvada      | En riesgo | Eliminada |           |           |           |           |           |           |           |           |           |           |           |           |           |           |           |           |
| David. J. | Nominado  | Gana         | Eliminado |           |           |           |           |           |           |           |           |           |           |           |           |           |           |           |           |           |
| Ronald    | Gana      | Eliminado    |           |           |           |           |           |           |           |           |           |           |           |           |           |           |           |           |           |           |
| George    | Eliminado |              |           |           |           |           |           |           |           |           |           |           |           |           |           |           |           |           |           |           |

Etapas 1 y 2
|  | El participante gana el "Desafío de capitanes" y se convierte en el inmune de la semana. El participante gana el "Desafío millonario" y se convierte en el inmune de la semana.       |
|  | El participante gana junto a su equipo el desafío de salvación y el desafío final. |
|  | El participante gana junto a su equipo el desafío de salvación, pero pierde el desafío final. Posteriormente va a juicio junto a su equipo y es salvado.                              |
|  | El participante pierde junto a su equipo el desafío de salvación, posteriormente va a juicio junto a su equipo y es salvado.                                                          |
|  | El participante pierde junto a su equipo el desafío de salvación y/o final, y es nominado por sus compañeros en el juicio, pero no es sentenciado al recibir menor cantidad de votos. |
|  | El participante pierde junto a su equipo el desafío de salvación y/o final, y es sentenciado por sus compañeros en el juicio al desafío a muerte.                                     |
|  | El participante pierde junto a su equipo el desafío de salvación, se salva del juicio pero pierde el desafío individual y queda sentenciado al desafío a muerte.                      |
|  | El participante pierde junto a su equipo el desafío de salvación y/o final, es sentenciado al desafío a muerte y posteriormente es eliminado de la competencia.                       |

Fusión
|  | El participante gana el "Desafío millonario" y se convierte en el inmune de la semana al obtener el brazalete de salvación. |
|  | El participante gana el "Desafío de salvación" y no participa en el desafío final al obtener el brazalete de salvación.     |
|  | El participante pierde el desafío de salvación, pero es salvado en el desafío final.                                        |
|  | El participante pierde el desafío de salvación, y es sentenciado al desafío a muerte por el inmune de la semana.            |
|  | El participante pierde el desafío de salvación y final, y queda sentenciado al desafío a muerte.                            |
|  | El participante es sentenciado al desafío a muerte y posteriormente es eliminado de la competencia.                         |

## Competencias
"Desafío 2014: Marruecos, las mil y una noches"  se basa prácticamente en competencias en las cuales se prueba a los participantes en fuerza, agilidad, destreza, habilidad, equilibrio, matemáticas, puntería, coordinación, concentracuión, resistencia, estrategia, etc. Para hacer pruebas de estas, se conforman tres equipos, identificados con un nombre y un color, y se baten en competencias para no eliminar a uno de sus integrantes y permanecer en el "Hotel Riad".

### Desafío territorial

#### Etapa 1
| Semana | Tipo de desafío   | Hotel Riad     | La aldea       | Gualu          |
| ------ | ----------------- | -------------- | -------------- | -------------- |
| 1      | Fuerza            | Sobrevivientes | Celebridades   | Retadores      |
| 2      | Resistencia       | Celebridades   | Retadores      | Sobrevivientes |
| 3      | Habilidad         | Retadores      | Sobrevivientes | Celebridades   |
| 4      | Resistencia       | Retadores      | Celebridades   | Sobrevivientes |
| 5      | Fuerza y puntería | Celebridades   | Sobrevivientes | Retadores      |

#### Gran Desafío
| Semana | Tipo de desafío | Hotel Riad     | Gualu     |
| ------ | --------------- | -------------- | --------- |
| 6      | Fuerza          | Sobrevivientes | Retadores |

#### Etapa 2: "Pre-fusión"
| Semana | Tipo de desafío           | La aldea       | Gualu          | Apuesta      |
| ------ | ------------------------- | -------------- | -------------- | ------------ |
| 6      | Habilidad y fuerza        | Retadores      | Sobrevivientes | $20.000.000  |
| 7      | Habilidad                 | Sobrevivientes | Retadores      | $40.000.000  |
| 8      | Resistencia y fuerza      | Sobrevivientes | Retadores      | $60.000.000  |
| 9      | Habilidad y concentración | Retadores      | Sobrevivientes | $60.000.000  |
| 10     | Equilibrio                | Retadores      | Sobrevivientes | $80.000.000  |
| 11     | Concentración             | Retadores      | Sobrevivientes | $100.000.000 |
| 12     | Agilidad y equilibrio     | Sobrevivientes | Retadores      | $100.000.000 |
| 13     | Coordinación              | Retadores      | Sobrevivientes | $200.000.000 |

### Desafíos de capitanes
Cada semana se hace una prueba de capitanes donde un representante de cada equipo se enfrenta a sus oponentes con el fin de ganar de "una lámpara" que le otorga dos o más premios. Además el ganador obtiene la inmunidad de la semana.
- A partir de la semana 6, con el inicio de la prefusión ya no se realizará el desafío de capitanes.

| Semana | Representante Retadores | Representante Celebridades | Representante Sobrevivientes | Tipo de desafío | Ganador               |
| ------ | ----------------------- | -------------------------- | ---------------------------- | --------------- | --------------------- |
| 1      | Wilder Zapata           | Adrián Lara                | Óscar "El Loco" Muñoz        | Fuerza          | Óscar "El Loco" Muñoz |
| 2      | Carlos Hernández        | Daniela Tapia              | Elizabeth Loaiza             | Habilidad       | Daniela Tapia         |
| 3      | Manuela Vásquez         | Daniella Donado            | Sandra Milena Rojas          | Habilidad       | Manuela Vásquez       |
| 4      | David Henao             | Sebastián Caicedo          | Jorge Iván Giraldo           | Resistencia     | David Henao           |
| 5      | Diana "Nana" Peña       | Martha Bolaños             | Rosa Caiafa                  | Fuerza          | Diana "Nana" Peña     |
| 6      | Retadores               | Celebridades               | Sobrevivientes               | Fuerza          | Sobrevivientes        |

Notas
1. ↑  En esta versión los capitanes no compitieron, los participantes restantes dieron una batalla en el "Gran Desafío" donde resultó ganador el equipo de los Sobrevivientes y segundos los Retadores. El capitán del equipo perdedor de éste desafío (en este caso las Celebridades), junto a su equipo bajaban su bandera y se dio inicio a la pre-fusión.

### Desafío de salvación

#### Etapa 1
Cada semana los tres equipos se enfrentan en una prueba; Los 2 equipos ganadores tiene que enfrentarse al desafío final para definir quién será el equipo ganador (que también recibe uno o más premios), y el equipo perdedor mediante un juicio sentencia a uno de sus integrantes al desafío a muerte.
| Semana | Ganadores      | Segundos       | Perdedores     | Tipo de desafío | Sentenciado                 |
| ------ | -------------- | -------------- | -------------- | --------------- | --------------------------- |
| 1      | Sobrevivientes | Celebridades   | Retadores      | Habilidad       | George Monti                |
| 2      | Sobrevivientes | Celebridades   | Retadores      | Estrategia      | Carlos Hernández            |
| 3      | Retadores      | Sobrevivientes | Celebridades   | Estrategia      | David "Jeringa" García      |
| 4      | Retadores      | Celebridades   | Sobrevivientes | Resistencia     | Sandra Milena "Sammy" Rojas |
| 5      | Celebridades   | Sobrevivientes | Retadores      | Cálculo         | David Henao                 |

#### Etapa 2: "Pre-fusión"
| Semana | Ganadores      | Perdedores     | Tipo de desafío      | Sentenciado       |
| ------ | -------------- | -------------- | -------------------- | ----------------- |
| 6      | Sobrevivientes | Retadores      | Resistencia          | Carlos Hernández  |
| 7      | Sobrevivientes | Retadores      | Varios               | Adrián Lara       |
| 8      | Sobrevivientes | Retadores      | Habilidad            | David Henao       |
| 9      | Retadores      | Sobrevivientes | Habilidad            | Elizabeth Loaiza  |
| 10     | Retadores      | Sobrevivientes | Habilidad            | Sebastián Caicedo |
| 11     | Sobrevivientes | Retadores      | Habilidad            | David Henao       |
| 12     | Sobrevivientes | Retadores      | Habilidad y agilidad | Martha Bolaños    |
| 13     | Sobrevivientes | Retadores      | Habilidad            | Martha Bolaños    |

#### Etapa 3: "Fusión"
| Semana | Equipo | Tipo de desafío           | Participante Ganador | Sentenciado        |
| ------ | ------ | ------------------------- | -------------------- | ------------------ |
| 14     | Fusión | Puntería y rompecabezas   | Jorge Iván Giraldo   | Wilder Zapata      |
| 15     | Fusión | Habilidad y puntería      | Mauricio Mejía       | Betsy Tobar        |
| 16     | Fusión | Habilidad                 | Wilder Zapata        | Jorge Iván Giraldo |
| 17     | Fusión | Equilibrio y rompecabezas | Wilder Zapata        | Mauricio Mejía     |
| 18     | Fusión | Fuerza y agilidad         | Wilder Zapata        | Sin sentenciado    |

### Desafío final
Cada semana los dos equipos ganadores del desafió de salvación se enfrentan entre sí, el equipo ganador se salva de la eliminación ganando los brazaletes y dinero acumulable, y el perdedor se ve obligado a sentenciar al desafío a muerte a uno de sus integrantes mediante un segundo juicio.
- Antes de la semana 6, los 2 equipos ganadores del desafió de salvación se enfrentaban en el desafió final.

| Semana | Ganadores      | Perdedores     | Tipo de desafío | Sentenciado            |
| ------ | -------------- | -------------- | --------------- | ---------------------- |
| 1      | Sobrevivientes | Celebridades   | Agilidad        | David "Jeringa" García |
| 2      | Celebridades   | Sobrevivientes | Velocidad       | Ronald Villegas        |
| 3      | Retadores      | Sobrevivientes | Habilidad       | Elizabeth Loaiza       |
| 4      | Retadores      | Celebridades   | Habilidad       | Daniela Tapia          |
| 5      | Sobrevivientes | Celebridades   | Equilibrio      | Daniella Donado        |

### Desafío individual
El equipo que pierda en el desafío de salvación deberá enfrentarse en una batalla todos contra todos, y el último lugar de los participantes es automáticamente sentenciado al desafío a muerte.
- A partir de la semana 6, el participante del equipo que pierda el desafió de salvación deberá enfrentarse con el participante que pierda el desafió individual.
  - A partir de la semana 14, los perdedores del desafío de salvación deberán enfrentarse todos contra todos, y el último lugar es automáticamente sentenciado al desafío a muerte.

| Semana | Equipo         | Tipo de desafío           | Participante(s) Perdedor(es) |
| ------ | -------------- | ------------------------- | ---------------------------- |
| 6      | Retadores      | Destreza                  | Manuela Vásquez              |
| 7      | Retadores      | Concentración             | Manuela Vásquez              |
| 8      | Retadores      | Habilidad                 | Diana "Nana" Peña            |
| 9      | Sobrevivientes | Habilidad y resistencia   | Mauricio Mejía               |
| 10     | Sobrevivientes | Habilidad                 | Óscar "El Loco" Muñoz        |
| 11     | Retadores      | Habilidad                 | Daniela Tapia                |
| 12     | Retadores      | Hablildad                 | David Henao                  |
| 13     | Retadores      | Concentración             | Manuela Vásquez              |
| 14     | Fusión         | Habilidad y puntería      | Rosa Caiafa                  |
| 15     | Fusión         | Resistencia, y puntería   | Óscar "El Loco" Muñoz        |
| 16     | Fusión         | Habilidad y rompecabezas  | Manuela Vásquez              |
| 17     | Fusión         | Habilidad y concentración | Carlos Díaz Granados         |
| 18     | Fusión         | Habilidad y resistencia   | Manuela Vásquez Betsy Tobar  |

### Desafío millonario
Durante la semana 9 se hizo una prueba donde los participantes se enfrentaron a sus oponentes con el fin de ganar un premio de 20 millones de pesos que se acumula a lo largo del juego, el brazalete de salvación y acceso a las llaves del Hotel Riad.
- Carlos el ganador del primer desafío millonario tenía que tomar una inesperada determinación que marcó el futuro del juego, debió elegir a un participante de su propio equipo para que pase al equipo contrario.

Durante la semana 12 se volvió a realizar el desafío millonario, en esta oportunidad estaba en juego un premio de 20 millones de pesos, el brazalete de salvación y un paseo por Marrakech junto a su equipo.
- Wilder el ganador del segundo desafío millonario tenía que tomar una inesperada determinación, debió elegir a un participante del equipo contrario para que fuese inmune.

Durante la semana 14 se volvió a realizar el desafío millonario, en esta oportunidad estaba en juego un premio de 30 millones de pesos y el brazalete de salvación.
Durante la semana 16 se volvió a realizar el desafío millonario, en esta oportunidad estaba en juego un premio de 50 millones de pesos.
A continuación las posiciones obtenidas de cada participante:
| Posición     | Semana     | Semana     | Semana     | Semana     |  |
| Posición     | 9          | 12         | 14         | 16         |  |
| ------------ | ---------- | ---------- | ---------- | ---------- |  |
| 1.er Lugar:  | Carlos     | Wilder     | Carlos     | Carlos     |  |
| 2.º Lugar:   | Loco       | Jorge Iván | Betsy      | Betsy      |  |
| 3.er Lugar:  | Rosa       | David      | Manuela    | Wilder     |  |
| 4.º Lugar:   | Elizabeth  | Mauricio   | Jorge Iván | Manuela    |  |
| 5.º Lugar:   | Jorge Iván | Carlos     | Mauricio   | Mauricio   |  |
| 6.º Lugar:   | Martha     | Betsy      | Wilder     | Jorge Iván |  |
| 7.º Lugar:   | Mauricio   | Loco       | Rosa       |            |  |
| 8.º Lugar:   | Sebastián  | Martha     | Loco       |            |  |
| 9.º Lugar:   | Betsy      | Rosa       |            |            |  |
| 10.º Lugar:  | Manuela    | Manuela    |            |            |  |
| 11.º Lugar:  | Daniela    |            |            |            |  |
| 12.º Lugar:  | David      |            |            |            |  |
| 13.er Lugar: | Wilder     |            |            |            |  |

## Juicio

### Equipos
El equipo perdedor del desafío de salvación o final, mediante un juicio, determina quien de sus compañeros será el sentenciado al desafío a muerte.
| Semana               | Semana               | Semana               | 1                 | 2                | 3                   | 4                 | 5                  | 6                     | 7                     | 8                     | 9                     | 10                    | 11                    | 12                    | 13                    |
| Semana               | Semana               | Semana               | Etapa 1           | Etapa 1          | Etapa 1             | Etapa 1           | Etapa 1            | Etapa 2: "Pre-fusión" | Etapa 2: "Pre-fusión" | Etapa 2: "Pre-fusión" | Etapa 2: "Pre-fusión" | Etapa 2: "Pre-fusión" | Etapa 2: "Pre-fusión" | Etapa 2: "Pre-fusión" | Etapa 2: "Pre-fusión" |
| -------------------- | -------------------- | -------------------- | ----------------- | ---------------- | ------------------- | ----------------- | ------------------ | --------------------- | --------------------- | --------------------- | --------------------- | --------------------- | --------------------- | --------------------- | --------------------- |
| Inmune:              | Inmune:              | Inmune:              | Loco              | Daniela          | Manuela             | David             | Nana               |                       |                       |                       | Carlos                |                       |                       | Wilder                |                       |
| Inmune:              | Inmune:              | Inmune:              | Loco              | Daniela          | Manuela             | David             | Nana               | Rosa                  |                       |                       | Carlos                |                       |                       |                       |                       |
|                      |                      | Wilder               | George            | Carlos           |                     |                   | David              | Daniela               | Adrián                | Daniela               |                       |                       | Martha                | Martha                | Martha                |
|                      |                      | Manuela              | Carlos            | Carlos           |                     |                   | David              | Adrián                | Daniela               | David                 |                       |                       | David                 | Martha                | Martha                |
|                      |                      | Mauricio             | Jeringa           |                  | Jeringa             | Daniela           | Daniella           |                       |                       |                       | Elizabeth             | Jorge Iván            |                       |                       |                       |
|                      |                      | Betsy                | George            | Carlos           |                     |                   | David              | Carlos                | Adrián                | David                 |                       |                       | Martha                | Martha                | Martha                |
|                      |                      | Carlos               |                   | Ronald           | Elizabeth           | Sammy             |                    |                       |                       |                       | Elizabeth             | Sebastián             |                       |                       |                       |
|                      |                      | Jorge Iván           |                   | Ronald           | Elizabeth           | Sammy             |                    |                       |                       |                       | Elizabeth             | Sebastián             |                       |                       |                       |
|                      |                      | Loco                 |                   | Ronald           | Elizabeth           | Sammy             |                    |                       |                       |                       | Elizabeth             | Sebastián             |                       |                       |                       |
|                      |                      | Rosa                 |                   | Ronald           | Elizabeth           | Elizabeth         |                    |                       |                       |                       | Elizabeth             | Mauricio              |                       |                       |                       |
|                      |                      | Martha               | Jeringa           |                  | Jeringa             | Daniela           | Daniella           |                       |                       |                       |                       |                       | David                 | David                 | Betsy                 |
|                      |                      | David                | George            | Carlos           |                     |                   | Betsy              | Adrián                | Adrián                | Nana                  |                       |                       | Martha                | Martha                |                       |
|                      |                      | Daniela              | Jeringa           |                  | Jeringa             | Mauricio          | Martha             | Carlos                | Wilder                | Wilder                |                       |                       | David                 |                       |                       |
|                      |                      | Sebastián            | Jeringa           |                  | Jeringa             | Daniela           | Daniella           |                       |                       |                       | Elizabeth             | Loco                  |                       |                       |                       |
|                      |                      | Elizabeth            |                   | Ronald           | Sammy               | Sammy             |                    |                       |                       |                       | Jorge Iván            |                       |                       |                       |                       |
|                      |                      | Nana                 | Carlos            | Carlos           |                     |                   | David              | Carlos                | Adrián                | David                 |                       |                       |                       |                       |                       |
|                      |                      | Adrián               | Jeringa           |                  | Jeringa             | Martha            | Martha             | Carlos                | David                 |                       |                       |                       |                       |                       |                       |
|                      |                      | Carlos               | George            | Nana             |                     |                   | David              | Daniela               |                       |                       |                       |                       |                       |                       |                       |
|                      |                      | Daniella             | Jeringa           |                  | Jeringa             | Martha            | Martha             |                       |                       |                       |                       |                       |                       |                       |                       |
| Sammy                |                      | Ronald               | Elizabeth         | Elizabeth        |                     |                   |                    |                       |                       |                       |                       |                       |                       |                       |                       |
| Jeringa              | Daniella             |                      | Sebastián         |                  |                     |                   |                    |                       |                       |                       |                       |                       |                       |                       |                       |
| Ronald               |                      | Carlos               |                   |                  |                     |                   |                    |                       |                       |                       |                       |                       |                       |                       |                       |
| George               | Wilder               |                      |                   |                  |                     |                   |                    |                       |                       |                       |                       |                       |                       |                       |                       |
| Primer Sentenciado:  | Primer Sentenciado:  | Primer Sentenciado:  | George 4/7 votos  | Carlos 5/6 votos | Jeringa 6/7 votos   | Sammy 4/6 votos   | David 5/6 votos    | Carlos 4/8 votos      | Adrián 4/7 votos      | David 3/6 votos       | Elizabeth 6/7 votos   | Sebastián 3/6 votos   | David 3/6 votos       | Martha 4/5 votos      | Martha 3/4 votos      |
| Segundo Sentenciado: | Segundo Sentenciado: | Segundo Sentenciado: | Jeringa 6/7 votos | Ronald 6/7 votos | Elizabeth 5/6 votos | Daniela 3/6 votos | Daniella 3/6 votos | Manuela               | Manuela               | Nana                  | Mauricio              | Loco                  | Daniela               | David                 | Manuela               |
| Eliminado:           | Eliminado:           | Eliminado:           | George            | Ronald           | Jeringa             | Sammy             | Daniella           | Carlos                | Adrián                | Nana                  | Elizabeth             | Sebastián             | Daniela               | David                 | Martha                |

Notas
1. ↑  Martha al ser la capitana debió desempatar entre David y Ella. Ella votó por David.
2. ↑  Martha al ser la capitana debió desempatar entre Daniella y Ella. Ella votó por Daniella.

## Eliminación

### Desafío a muerte
En este desafío se enfrenta el participante del equipo que perdió en el desafío de salvación con el participante del equipo que perdió el desafío final.
- A partir de la semana 6, se enfrentan dos participantes de un mismo equipo.

#### Equipos
| Semana | Primer Sentenciado          | Segundo Sentenciado    | Tipo de desafío      | Eliminado                   |
| ------ | --------------------------- | ---------------------- | -------------------- | --------------------------- |
| 1      | George Monti                | David "Jeringa" García | Habilidad            | George Monti                |
| 2      | Carlos Hernández            | Ronald Villegas        | Resistencia          | Ronald Villegas             |
| 3      | David "Jeringa" García      | Elizabeth Loaiza       | Habilidad            | David "Jeringa" García      |
| 4      | Sandra Milena "Sammy" Rojas | Daniela Tapia          | Habilidad            | Sandra Milena "Sammy" Rojas |
| 5      | David Henao                 | Daniella Donado        | Habilidad            | Daniella Donado             |
| 6      | Carlos Hernández            | Manuela Vásquez        | Habilidad            | Carlos Hernández            |
| 7      | Adrián Lara                 | Manuela Vásquez        | Habilidad y puntería | Adrián Lara                 |
| 8      | David Henao                 | Diana "Nana" Peña      | Habilidad            | Diana "Nana" Peña           |
| 9      | Elizabeth Loaiza            | Mauricio Mejía         | Habilidad            | Elizabeth Loaiza            |
| 10     | Sebastián Caicedo           | Óscar "El Loco" Muñoz  | Habilidad            | Sebastián Caicedo           |
| 11     | David Henao                 | Daniela Tapia          | Habilidad y destreza | Daniela Tapia               |
| 12     | Martha Bolaños              | David Henao            | Habilidad y puntería | David Henao                 |
| 13     | Martha Bolaños              | Manuela Vásquez        | Habilidad            | Martha Bolaños              |

#### Fusión
A partir de la semana 14 dio inicio la etapa de la "Fusión" que corresponde a la competencia individual. Los participantes esta vez habitarán en un lugar llamado el "Kasbah Fusión".
- En este desafío se enfrenta el participante sentenciado por el ganador del desafío de salvación con el participante que perdió el desafío final.

| Semana | Primer Sentenciado | Segundo Sentenciado   | Tipo de desafío         | Eliminado             |
| ------ | ------------------ | --------------------- | ----------------------- | --------------------- |
| 14     | Wilder Zapata      | Rosa Caiafa           | Habilidad y puntería    | Rosa Caiafa           |
| 15     | Betsy Tobar        | Óscar "El Loco" Muñoz | Fuerza y cálculo        | Óscar "El Loco" Muñoz |
| 16     | Jorge Iván Giraldo | Manuela Vásquez       | Agilidad y rompecabezas | Jorge Iván Giraldo    |
| 17     | Mauricio Mejía     | Carlos Díaz Granados  | Fuerza y puntería       | Carlos Díaz Granados  |
| 18     | Manuela Vásquez    | Betsy Tobar           | Habilidad y puntería    | Betsy Tobar           |

## Recompensas

### Recompensas del Riad
| Semana | Recompensa                                       | Equipo         |
| ------ | ------------------------------------------------ | -------------- |
| 1      | Viaje en Globo                                   | Sobrevivientes |
| 2      | Paseo por Marruecos                              | Celebridades   |
| 3      | Paseo por Marruecos                              | Retadores      |
| 4      | Paseo de olla en el río Ourika                   | Retadores      |
| 5      | Paseo por "Cultidumbre" y Barrio de los Herreros | Celebridades   |

### Recompensas de Capitanes
| Semana | Recompensa                           | Ganador               | Invitado 1 | Invitado 2 | Invitado 3 | Invitado 4 | Invitado 5 | Invitado 6 |
| ------ | ------------------------------------ | --------------------- | ---------- | ---------- | ---------- | ---------- | ---------- | ---------- |
| 1      | Cena árabe                           | Oscar "El Loco" Muñoz | Rosa       | Carlos     | Ronald     | Elizabeth  | Sammy      | Jorge Iván |
| 2      | Baño relajante                       | Daniela Tapia         | Daniella   | Martha     |            |            |            |            |
| 3      | Fiesta en Marruecos                  | Manuela Vásquez       | Betsy      | Adrián     | Loco       |            |            |            |
| 4      | Disfrutar una noche en el Taj Palace | David Henao           | Daniela    |            |            |            |            |            |
| 5      | Una Noche Española                   | Diana Peña            | Carlos     | Wilder     |            |            |            |            |

### Recompensas del Desafió de Salvación/Territorial
| Semana | Recompensa                                                                         | Equipo         |
| ------ | ---------------------------------------------------------------------------------- | -------------- |
| 6      | Paseo por "las montañas del Atlas"                                                 | Sobrevivientes |
| 7      | Paseo por "el circuito de las Celebridades"                                        | Sobrevivientes |
| 8      | Fiebre del Mundial 2014 "Donación de Cancha Deportiva" para los niños de Marruecos | Sobrevivientes |
| 9      | Paseo por el "Terres d'Amanar"                                                     | Retadores      |
| 10     | Paseo por "Marrakech" en moto                                                      | Retadores      |
| 11     | Visita a la "pastelería Marroquí"                                                  | Retadores      |
| 12     | Visita a un "Spa"                                                                  | Sobrevivientes |
| 13     | Invitación a una boda en "Marrakech"                                               | Retadores      |

#### Recompensas del Desafío de Salvación (Fusión)
| Semana | Recompensa                                                    | Ganador       | Invitado 1 | Invitado 2 |
| ------ | ------------------------------------------------------------- | ------------- | ---------- | ---------- |
| 16     | Paseo por la ciudad moderna de "Marrakech"                    | Wilder Zapata | Betsy      | Manuela    |
| 17     | Hamburguesa, papas fritas y gaseosa directo desde "Marrakech" | Wilder Zapata |            |            |

### Recompensa por Comercializar
| Semana | Recompensa  | Participante 1 | Participante 2 | Participante 3 | Participante 4 | Participante 5 |
| ------ | ----------- | -------------- | -------------- | -------------- | -------------- | -------------- |
| 1      | 150 Dírhams | Manuela        | Carlos         | Wilder         |                |                |
| 2      | 80 Dírhams  | Carlos         | Jorge Iván     | Rosa           |                |                |
| 3      | 120 Dírhams | Jeringa        | Daniela        |                |                |                |
| 4      | 180 Dírhams | Rosa           | Elizabeth      |                |                |                |
| 5      | 30 Dírhams  | David          | Carlos         | Wilder         |                |                |
| 6      | 210 Dírhams | Rosa           | Elizabeth      | Mauricio       |                |                |
| 7      | 30 Dírhams  | Nana           | Adrián         | Betsy          |                |                |
| 8      | 100 Dírhams | Manuela        | Daniela        | David          |                |                |
| 9      | 20 Dírhams  | Carlos         | Loco           | Jorge Iván     |                |                |
| 10     | 50 Dírhams  | Carlos         | Loco           | Rosa           |                |                |
| 11     | 40 Dírhams  | Carlos         | Mauricío       |                |                |                |
| 12     | 50 Dírhams  | Manuela        | David          |                |                |                |
| 13     | 100 Dírhams | Carlos         | Mauricio       | Loco           | Jorge Iván     | Rosa           |

### Mensaje de Casa
| Semana | Participante          | Equipo         |
| ------ | --------------------- | -------------- |
| 1      | Oscar "El Loco" Muñoz | Sobrevivientes |
| 2      | Jorge Iván Giraldo    | Sobrevivientes |
| 3      | Diana "Nana" Peña     | Retadores      |
| 4      | Carlos Hernández      | Retadores      |
| 5      | Daniella Donado       | Celebridades   |
| 6      | Rosa Caiafa           | Sobrevivientes |
| 7      | Mauricio Mejía        | Sobrevivientes |
| 8      | Martha Bolaños        | Sobrevivientes |
| 9      | Betsy Tobar           | Retadores      |
| 10     | Daniela Tapia         | Retadores      |
| 11     | Carlos Díaz Granados  | Sobrevivientes |
| 12     | Oscar "El Loco" Muñoz | Sobrevivientes |
| 13     | Jorge Iván Giraldo    | Sobrevivientes |
| 14     | Jorge Iván Giraldo    | Fusión         |
| 15     | Mauricio Mejía        | Fusión         |
| 16     | Wilder Zapata         | Fusión         |
| 17     | Manuela Vásquez       | Fusión         |

Notas
1. ↑  Wilder decidió ceder su premio a Manuela.

### Mejor Equipo de la Semana
| Semana | Recompensa  | Equipo         |
| ------ | ----------- | -------------- |
| 1      | $20.000.000 | Sobrevivientes |
| 2      | $30.000.000 | Celebridades   |
| 3      | $40.000.000 | Retadores      |
| 4      | $50.000.000 | Retadores      |
| 5      | $60.000.000 | Sobrevivientes |

## Eximiciones o retiros
Estos participantes no compitieron en los desafíos ahora en adelante mostrados por diversas razones.

### Etapa 1
| Sobrevivientes | Retadores | Celebridades | Sobrevivientes | Retadores | Celebridades | Sobrevivientes | Retadores     | Celebridades  |               |
| 1              |           |              |                |           |              |                |               | No participan |               |
| 2              | Sammy     |              | Mauricio       | Carlos    |              | Adrián         |               | No participan | Jeringa       |
| 3              |           |              | Mauricio       |           |              | Daniella       |               |               | No participan |
| 4              |           |              |                |           |              |                | No participan |               |               |
| 5              |           | Wilder       | Martha         |           | Carlos       | Daniella       |               | No participan | Sebastián     |

### Etapa 2: "Pre-fusión"
| Semana | Gran Desafío         | Gran Desafío | Gran Desafío     | Desafío Territorial | Desafío Territorial | Desafío de Salvación | Desafío de Salvación | Desafío Individual | Desafío Individual |
| Semana | Equipos              | Equipos      | Equipos          | Equipos             | Equipos             | Equipos              | Equipos              | Equipos            | Equipos            |
| ------ | -------------------- | ------------ | ---------------- | ------------------- | ------------------- | -------------------- | -------------------- | ------------------ | ------------------ |
| Semana | Sobrevivientes       | Retadores    | Celebridades     | Sobrevivientes      | Retadores           | Sobrevivientes       | Retadores            | Sobrevivientes     | Retadores          |
| 6      | Loco                 | Wilder       | Sebastián        |                     |                     |                      |                      | No participan      | Carlos             |
| 6      | Loco                 | Betsy        | Sebastián        |                     |                     |                      |                      | No participan      | Carlos             |
| 7      |                      |              |                  | Rosa                |                     | Martha               |                      | No participan      | Adrián             |
| 8      | Elizabeth Jorge Iván |              | Elizabeth Martha |                     | No participan       | David                |                      |                    |                    |
| 9      | Elizabeth            |              | Sebastián        |                     | Carlos              | No participan        |                      |                    |                    |
| 9      | Elizabeth            | Elizabeth    | Sebastián        |                     |                     | No participan        |                      |                    |                    |
| 10     |                      |              |                  |                     | Sebastián           | No participan        |                      |                    |                    |
| 11     |                      | Daniela      |                  | Betsy               | No participan       | David                |                      |                    |                    |
| 12     |                      |              |                  |                     | No participan       | Wilder               |                      |                    |                    |
| 12     | Martha               |              |                  |                     | No participan       |                      |                      |                    |                    |
| 13     | Mauricio             |              | Rosa             |                     | No participan       | Martha               |                      |                    |                    |

### Etapa 3: "Fusión"
| Semana | Desafío de Salvación | Desafío Individual |
| Semana | Equipo               | Equipo             |
| ------ | -------------------- | ------------------ |
| Semana | Fusión               | Fusión             |
| 14     | Carlos               | Carlos             |
| 14     | Carlos               | Jorge Iván         |
| 14     | Carlos               | Wilder             |
| 15     |                      | Mauricio           |
| 15     | Betsy                |                    |
| 16     |                      | Wilder             |
| 16     | Jorge Iván           |                    |
| 17     |                      | Wilder             |
| 17     | Mauricio             |                    |
| 18     |                      | Wilder             |

- Es eximido para igualar el número de participantes en un equipo.
- Decide no competir.
- No compite por decisión de la producción.
- No compite por estar sentenciado.
- No compite por tener la inmunidad.
- No compite por tener el brazalete de salvación.

## Final

### Batalla final
La batalla final se llevó a cabo el día viernes 19 de septiembre de 2014, donde participaron los 3 semifinalistas en competencia. El perdedor de la prueba fue automáticamente eliminado y los dos restantes pasaron a ser los dos grandes finalistas del Desafío Marruecos y obtuvieron el título de Conquistadores de Marruecos.
| Semifinalistas  | Tipo de desafío                                                                   | Finalistas      |
| --------------- | --------------------------------------------------------------------------------- | --------------- |
| Manuela Vásquez | Puntería, rompecabezas, habilidad, resistencia, equilibrio, precisión y agilidad. | Manuela Vásquez |
| Mauricio Mejia  | Puntería, rompecabezas, habilidad, resistencia, equilibrio, precisión y agilidad. |                 |
| Wilder Zapata   | Puntería, rompecabezas, habilidad, resistencia, equilibrio, precisión y agilidad. | Wilder Zapata   |

### Gran final
La gran final se llevó a cabo el día lunes, 22 de septiembre de 2014, donde los 2 finalistas se enfrentaron al veredicto del público. La gala fue emitida en vivo y en directo desde Bogotá, Colombia. El ganador obtuvo un premio de 600 millones de pesos.
| Finalistas      | Porcentaje de la votación del público | Ganador       |
| --------------- | ------------------------------------- | ------------- |
| Manuela Vásquez | 15%                                   | Wilder Zapata |
| Wilder Zapata   | 85%                                   | Wilder Zapata |

## Premios"Desafío 2014"
| Categoría            | Nominado N.º 1                                                   | Nominado N.º 2                                                                           | Nominado N.º 3                                 | Nominado N.º 4                                     | Ganador |
| -------------------- | ---------------------------------------------------------------- | ---------------------------------------------------------------------------------------- | ---------------------------------------------- | -------------------------------------------------- | --- |
| Momento Más Emotivo  | El Jorge Ivan "mono" llorando con la llamada de la mamá          | Wilder cuando pierden la última salvación antes de la fusión                             | El rechazo de las Danielas en el Ryad a Martha |                                                    | Jorge Iván "Mono" Giraldo (El mono llorando con la llamada de la mamá)                                                                            |
| Mejor Pelea          | Wilder y Carlos por la pañoleta                                  | Martha y las Danielas, por la traición de la votación cuando sentencian a Daniela Donado | Carlos "Principe" en la aldea                  | Diana y David, el reproche por el machismo         | Martha Isabel Bolaños, Daniella Donado y Daniela Tapia (Martha y las Danielas, por la traición de la votación cuando sentencian a Daniela Donado) |
| Mejor Cuerpo         | Elizabeth Loaiza                                                 | David Henao                                                                              | Martha Isabel Bolaños                          |                                                    | David Henao |
| Peor Oso Del Desafío | Oscar vestido de mujer                                           | David y Daniela con la historia de amor                                                  | Martha en el aeropuerto de Frankfurt           | George Monti cuando bota el pasaporte en Frankfurt | Oscar "El Loco" Muñoz (Loco vestido de mujer) |
| Mejor Celebración    | Retadores con Betsy a la cabeza, con el canto “ganamos, ganamos” | Rosa con el triunfo en la individual                                                     | Daniela Tapia triunfo en capitanía             |                                                    | Betsy Tobar (Retadores con Betsy a la cabeza, con el canto “ganamos, ganamos”)                                                                    |
| Momento Más Gracioso | Mauricio imitando a todos los participantes                      | Carlos por sus apuntes a lo largo del desafío                                            | Jeringa en Gualú                               |                                                    | Mauricio Mejía (Mauricio imitando a todos los participantes)                                                                                      |
| Mejor Desafiante     | Todos los Retadores                                              | Todos los Sobrevivientes                                                                 | Todas las Celebridades                         |                                                    | Sebastián Caicedo |

## Nominaciones

### Premios Talento Caracol
| Año  | Categoría                             | Receptor                        | Resultado |
| ---- | ------------------------------------- | ------------------------------- | --------- |
| 2014 | Mejor Reality o Concurso              | Mejor Reality o Concurso        | Nominado  |
| 2014 | Mejor Presentadora de Entretenimiento | Margarita Rosa de Francisco     | Nominada  |
| 2014 | Momento Más Emotivo                   | Capítulo 79: Gran Batalla Final | Nominado  |

### XXXI Premios India Catalina
| Año  | Categoría                         | Resultado |
| ---- | --------------------------------- | --------- |
| 2015 | Mejor Programa Reality o Concurso | Nominado  |